# Aziz Dougaz
Mohamed Aziz Dougaz (La Marsa, 26 de marzo de 1997) es un tenista profesional tunecino.

## Trayectoria
Dougaz hizo su debut en un Grand Slam en el Abierto de Australia 2025 después de clasificar para el cuadro principal, lo que garantizó una representación de seis continentes en los eventos masculinos y femeninos del torneo.

## Títulos ATP Challenger (1; 0+1)

### Dobles (1)
| Nr. | Fecha               | Torneo             | Superficie | Pareja            | Finalistas                                | Resultado Final     |
| --- | ------------------- | ------------------ | ---------- | ----------------- | ----------------------------------------- | ------------------- |
| 1.  | 16 de abril de 2023 | Challenger de León | Dura       | Antoine Escoffier | Maximilian Neuchrist Michail Pervolarakis | 7-6(5), 3-6, [10-5] |